# We Are Chaos
We Are Chaos é o décimo primeiro álbum de estúdio da banda americana de rock Marilyn Manson, lançado em 11 de setembro de 2020.
A revista Metal Hammer o elegeu como o 20º melhor disco de metal de 2020.

## Faixas
| N.º            | Título                        | Duração |  |
| 1.             | "Red Black and Blue"          | 5:03    |  |
| 2.             | "We Are Chaos"                | 4:00    |  |
| 3.             | "Don't Chase the Dead"        | 4:17    |  |
| 4.             | "Paint You with My Love"      | 4:29    |  |
| 5.             | "Half-Way & One Step Forward" | 3:16    |  |
| 6.             | "Infinite Darkness"           | 4:15    |  |
| 7.             | "Perfume"                     | 3:33    |  |
| 8.             | "Keep My Head Together"       | 3:49    |  |
| 9.             | "Solve Coagula"               | 4:22    |  |
| 10.            | "Broken Needle"               | 5:23    |  |
| Duração total: | Duração total:                | 42:27   |  |

| Faixas bônus da edição japonesa |                            |         |  |
| N.º                             | Título                     | Duração |  |
| 1.                              | "We Are Chaos" (Acústico)  | 4:05    |  |
| 2.                              | "Broken Needle" (Acústico) | 5:21    |  |